# Syrovice
Syrovice är en ort i Tjeckien.   Den ligger i regionen Södra Mähren, i den sydöstra delen av landet, 190 km sydost om huvudstaden Prag. Syrovice ligger 224 meter över havet och antalet invånare är 974.
Terrängen runt Syrovice är lite kuperad. Runt Syrovice är det ganska tätbefolkat, med 120 invånare per kvadratkilometer. Närmaste större samhälle är Brno, 13,6 km norr om Syrovice. Trakten runt Syrovice består till största delen av jordbruksmark.